# Hornos (Peal de Becerro)
Hornos (u Hornos de Peal) es una localidad y pedanía española perteneciente al municipio de Peal de Becerro, en la provincia de Jaén. Está situada en la parte occidental de la comarca de Sierra de Cazorla, a 7 km de Peal de Becerro y a 21 km de Cazorla. Su gentilicio es hornero, -ra.

## Historia
El pueblo se fue formando alrededor de un cortijo situado al pie del cerro de La Piedra, aunque los primeros habitantes se alojaron en cuevas. Su nombre proviene de los hornos de yeso que había en la entrada al pueblo. Actualmente se pueden ver algunos vestigios de éstos, ya que se utilizaron hasta la década de los 60. La procedencia de sus habitantes es muy diversa; De los pueblos vecinos y del norte de Granada, Almería y Murcia. Fue poblada debido a que entre el siglo XIX y el XX hubo una sequía que afectó a Granada, Almería y Murcia, obligando a sus habitantes a emigrar.

## Demografía
Según el Instituto Nacional de Estadística de España, en el año 2021 Hornos contaba con 74 habitantes censados, lo que representa el 1,38% de la población total del municipio.